# Wiking Helikopter Service
Wiking Helikopter Service war eine deutsche Fluggesellschaft mit Sitz in Sande und Basis auf dem JadeWeserAirport.

## Geschichte
Wiking Helikopter Service wurde 1975 von der VTG AG, einer Tochtergesellschaft der damaligen Preussag, und dem norwegischen Hubschrauberunternehmen Helikopter Service A.S. für die Versetzung von Seelotsen per Hubschrauber, gegründet.
2001 übernahm die Linnhoff Schiffahrt sämtliche Anteile. Zu dieser Gesellschaft gehört auch die RF Forschungsschiffahrt. Die damals noch zugehörige  URAG Unterweser Reederei wurde im Februar 2017 von der Boluda Corporación Marítima übernommen. Seit dem 14. August 2017 hat Wiking einen neuen Alleingesellschafter mit der KAAN Air INTERNATIONAL AG mit Sitz in Zürich in der Schweiz. Die KAAN Air INTERNATIONAL AG ist eine Tochtergesellschaft der türkischen Kaan Havacılık Sanayi ve Ticaret A.Ş (Markenname KAAN AIR), die wiederum eine Tochtergesellschaft der BAŞARI HOLDİNG ist.
Das Unternehmen meldete im Juni 2022 Insolvenz an.
Anfang Oktober 2022 wurde bekannt, dass die Northern HeliCopter GmbH, den Bereich Continuing Airworthiness Management Organisation (CAMO), den Bereich Approved Training Organisation (ATO) und den Seelotsenversatz zum 15. Dezember 2022 übernimmt. 50 Mitarbeiter und 2 für den Seelotsenversatz erforderliche Hubschrauber vom Typ Airbus H 145 wurden übernommen. Northern HeliCopter ist ein Tochterunternehmen der DRF Luftrettung. Der Bereich Crew-Change wurde zum Jahresende 2022 eingestellt. Den Werftbetrieb übernahm die DRF Maintenance GmbH & Co. KG als Tochterunternehmem der Stiftung Luftrettung gemeinnützige AG. 
Zum 29. Dezember 2022 übernahm die Northern HeliCopter GmbH den Flugbetrieb im Seelotsenversatz vom Standort Wilhelmshaven. Zum Einsatz kommen hierbei die von dem Unternehmen übernommenen Airbus H145 mit den Luftfahrzeugkennzeichen D-HOAE und D-HOAF. Diese wurden bereits mit dem neuen Firmenlogo ausgestattet. Ob eine Komplettlackierung in dem Northern HeliCopter GmbH Design geplant ist, ist noch unbekannt.

## Dienstleistungen
Wiking führte im Auftrag des Bundesverkehrsministeriums den Seelotsenversetzdienst in der Deutschen Bucht per Hubschrauber durch. Daneben führte sie Flüge zu Offshore-Einrichtungen sowie weitere Charterflüge durch.
Die Instandhaltung der eigenen Hubschrauber wurde am Standort Sande durchgeführt. Wiking betreute außerdem diverse Hubschrauber deutscher und internationaler Kunden.

### Rettungshubschrauber
| Rufname           | Stadt      | Land | Einsatzprofil                    | Internet   | Bemerkung |
| ----------------- | ---------- | ---- | -------------------------------- | ---------- | --- |
| Wiking Rescue One | Mariensiel | NI   | Primäreinsatz (Offshore-Rettung) | Datenblatt | Betrieb ab 2012, bis 2017 in Zusammenarbeit mit der ADAC Luftrettung, „vorübergehend“ eingestellt im Juni 2022 |

## Flotte
Mit Stand Juni 2022 bestand die Flotte der Wiking Helikopter Service aus 7 Hubschraubern:
| Hubschraubertyp            | Anzahl | Luftfahrzeugkennzeichen | Anmerkungen                                                            | Sitzplätze Piloten und Passagiere |
| -------------------------- | ------ | ----------------------- | ---------------------------------------------------------------------- | --------------------------------- |
| Airbus Helicopters H145    | 4      | D-HOAE                  | übernommen von der Northern Helicopter GmbH                            | 8                                 |
| Airbus Helicopters H145    | 4      | D-HOAF                  | übernommen von der Northern Helicopter GmbH                            | 8                                 |
| Airbus Helicopters H145    | 4      | D-HOAG                  | übernommen von der Northern Helicopter GmbH (Oktober 2023)             | 8                                 |
| Airbus Helicopters H145    | 4      | D-HOAH                  | übernommen von der HTM Helicopter Travel Munich GmbH; jetzt "D-HTMK"   | 8                                 |
| Leonardo Helicopters AW139 | 3      | D-HHOA                  | befindet sich aktuell in der Schweiz (Stand: Dezember 2022)            | 12–15                             |
| Leonardo Helicopters AW139 | 3      | D-HOAB                  | verkauft (Unbekannt), wird im Q2 / Q3 übergeben                        | 12–15                             |
| Leonardo Helicopters AW139 | 3      | D-HOAC                  | von BelAir (DK) übernommen, mittlerweile in Brasilien, Kennung: PR-JHG | 12–15                             |
| Gesamt                     | 7      |                         |                                                                        |                                   |